# 直人 (小说)
《直人》（纽约兰登书屋1997年初版）是美国作家理查德·拉索创作的一部长篇小说，背景设定在虚构的位于宾夕法尼亚州雷尔顿的西宾夕法尼亚中央大学。作为一部校园小说，该书的创作灵感源于作者在南伊利诺伊大学卡本代尔分校、南康涅狄格州立大学和宾夕法尼亚州立大学阿尔图纳分校的教学经历。

## 情节概要
《直人》记录了威廉·亨利·德弗罗（William Henry Devereaux, Jr.）的中年危机，他是虚构的宾夕法尼亚州雷尔顿西宾夕法尼亚中央大学英语系一位出人意料的临时系主任。书中引人注目的情节包括：德弗罗在教职员工投票决定是否解雇他时躲藏在屋椽上，以及他威胁要在校园池塘里每天杀死一只鸭子，直到他的部门获得预算为止。小说探讨了教职员工与学生之间的暧昧关系，讽刺了学术研究和学术明星现象，并在“恩典的季节”里描绘了爱情与健康。

## 反响
《直人》获得了评论家的好评，《书单》杂志（Booklist）、《科克斯书评》（Kirkus Reviews）、和《出版人周刊》（Publishers Weekly）均给出了打星级的评论。《纽约时报》的汤姆·德黑文（Tom De Haven）赞扬了拉索对幽默和对话的运用，他写道：
这部小说最大的乐趣并非源于急于想知道接下来会发生什么的焦灼感，而是源于精准无误的对话、令人信服的人物塑造以及丰富递进的场景，其中大部分场景都洋溢着一种放肆的、古怪的活力。
《书单》杂志将《直人》评为1997年出版的最佳成人图书之一。